# Sanys pyrene
Sanys pyrene là một loài bướm đêm trong họ Erebidae.